# Philharmonisches Orchester Bergen
Das Philharmonische Orchester Bergen (norwegisch Bergen Filharmoniske Orkester) ist ein norwegisches Orchester mit Sitz in Bergen, Vestland. Die Musiker treten in der Grieghalle auf, einem Gebäude mit einer Kapazität von 1500 Zuhörern. Das Orchester wirkt auch bei Opernaufführungen der Bergen Nasjonale Opera mit.

## Geschichte
Die Organisation wurde 1765 unter dem Namen Det Musicalske Selskab gegründet und später von den Bergenern in Musikselskabet Harmonien umbenannt.
Das Orchester hat eine lange Tradition in der Interpretation zeitgenössischer klassischer Musik. So erlebte Beethovens 2. Sinfonie, 1803 in Wien uraufgeführt, bereits 1804, im Jahr ihrer Veröffentlichung, ihre norwegische Erstaufführung in Bergen, noch bevor sie in Berlin aufgeführt wurde.
Der Komponist Edvard Grieg, dessen Ausbildung mit dem Orchester verbunden war, leitete es von 1880 bis 1882. Er vermachte einen Teil seines Nachlasses der Stipendienstiftung des Orchesters. Andere Komponisten, die das Ensemble leiteten, waren u. a. Arvid Fladmoe, Johan Halvorsen und Iver Holter. 
Nach dem Ersten Weltkrieg gab es ein konkurrierendes Interesse zwischen Bergen und Oslo (damals Kristiania), das größte Orchester des Landes zu haben. 1919 beschäftigte Bergens Orchester 40 Musiker. 2015, im Jahr des 250. Geburtstags, umfasste es 101 Musiker.
1953 wurde mit Beteiligung des Orchesters das Bergen International Festival gegründet.
1978 zog das Orchester vom Konsertpaleet um in die neu eröffnete Grieghalle. Seinen bisherigen Namen Musikselskabet Harmoniens Orkester änderte es 1987 in Bergen Filharmoniske Orkester. Tourneen führten das Orchester u. a. in die USA, wo es 2007 in der Carnegie Hall konzertierte, und nach Großbritannien, wo es bei den Proms gastierte (2007, 2015 und 2018).

## Chefdirigenten
- Samuel Lind (1765–1769)
- Benjamin Ohle (1769–1770)
- Niels Haslund (1770–1785)
- Ole Pedersen Rødder (1785–1805)
- J. Hindrich Paulsen (1805–1806, 1809–1820)
- Mathias Lundholm (1820–1827)
- Ferdinand Giovanni Schediwy (1827–1844)
- Otto Lübert (1855–1856)
- Ferdinand August Rojahn (1856–1859)
- August Fries (1859–1862, 1864–1873)
- Amadeus Wolfgang Maczewsky (1862–1864)
- Richard Henneberg (1873–1875)
- Adolf Blomberg (1875–1878)
- Herman Levy (1879–1880)
- Edvard Grieg (1880–1882)
- Iver Holter (1882–1886)
- Per Winge (1886–1888)
- Georg Washington Magnus (1892–1893)
- Johan Halvorsen (1893–1898)
- Christian Danning (1899–1901, 1902–1905)
- Harald Heide (1907–1948)
- Olav Kielland (1948–1952)
- Carl von Garaguly (1952–1958)
- Arvid Fladmoe (1958–1961)
- Karsten Andersen (1964–1985)
- Aldo Ceccato (1985–1990)
- Dmitri Kitajenko (1990–1998)
- Simone Young (1998–2002)
- Andrew Litton (2003–2015)
- Edward Gardner (seit 2015)